# Marc-André Burgdorf
Marc-André Burgdorf (* 1972 in Bielefeld) ist ein deutscher Politiker (CDU). Er ist seit dem 1. November 2019 Landrat des Emslands.

## Werdegang
Burgdorf studierte Rechtswissenschaften an den Universitäten Bielefeld und Würzburg und schloss diese 2000 als Volljurist ab. Gleichzeitig studierte er Theologie an der Universität Paderborn, was er als Diplom-Theologe abschloss. Zwischen 2000 und 2003 arbeitete er als Anwalt in Bielefeld und wechselte im Anschluss als Kreisrechtsrat und Referent des Landrats in die Verwaltung des Kreises Warendorf. Ab 2008 leitete Burgdorf dort das Haupt- und Personalamt. 2012 wechselte er nach Meppen in die Verwaltung des Landkreises Emsland, wo er für die Bereiche Recht, Sicherheit und Ordnung, Straßenverkehr, Veterinärangelegenheiten und Verbraucherschutz sowie die Emsländische Eisenbahn GmbH zuständig war.
Als Kandidat der CDU kandidierte Burgdorf 2019 zur Landratswahl. Er gewann im ersten Wahlgang mit rund 60 % der Stimmen.
Burgdorf ist Vorsitzender des Heimatvereins Meppen. Er ist verheiratet und hat zwei Töchter.